# كليف نورتون
كليف نورتون (بالإنجليزية: Cliff Norton)‏ هو ممثل أمريكي، ولد في 21 مارس 1918 بشيكاغو في الولايات المتحدة، وتوفي في 25 يناير 2003 في الولايات المتحدة.

## وصلات خارجية
- كليف نورتون على موقع IMDb (الإنجليزية)
- كليف نورتون على موقع قاعدة بيانات الفيلم (الإنجليزية)